# TVP3 Lublin
TVP3 Lublin — польський регіональний телеканал, регіональна філія суспільного мовника «TVP» з центром мовлення в Любліні.
Місцеві студії телеканалу є в Білій Підляській та Замості.
Як незалежний телеканал мовить з 17 січня 1992 року.
3 березня 2002 року приєднався до загальнодержавної регіональної телемережі — TVP3.

## Регіони мовлення
- З 12 січня 1985 по січень 1992: Люблінське, Замойське, Холмське, Тарнобжезьке та Білопідляське (за винятком сучасного Лосицького повіту) воєводства.
- Із січня 1992 по 31 грудня 1998: Білопідляське (за винятком гмін: Сарнакі, Плятерув, Лосіце, Ольшанка, Гушлев i Стара Корниця), Холмське, Люблінське та Замойське воєводства.
- З 1 січня 1999 – Люблінське воєводство через телецентр у Хотичах.